# Semjon Uljanowitsch Remesow

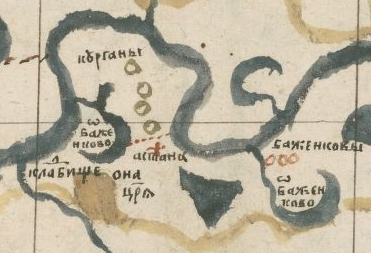
Ausschnitt aus dem Atlas Sibirisches Skizzenbuch von 1711. Erstmalige schriftliche Erwähnung von Astana in einer Karte. Nahe der rot gestrichelten Linie und dem roten Kreuz in der Mitte des Kartenausschnittes befindet sich der Schriftzug астана.

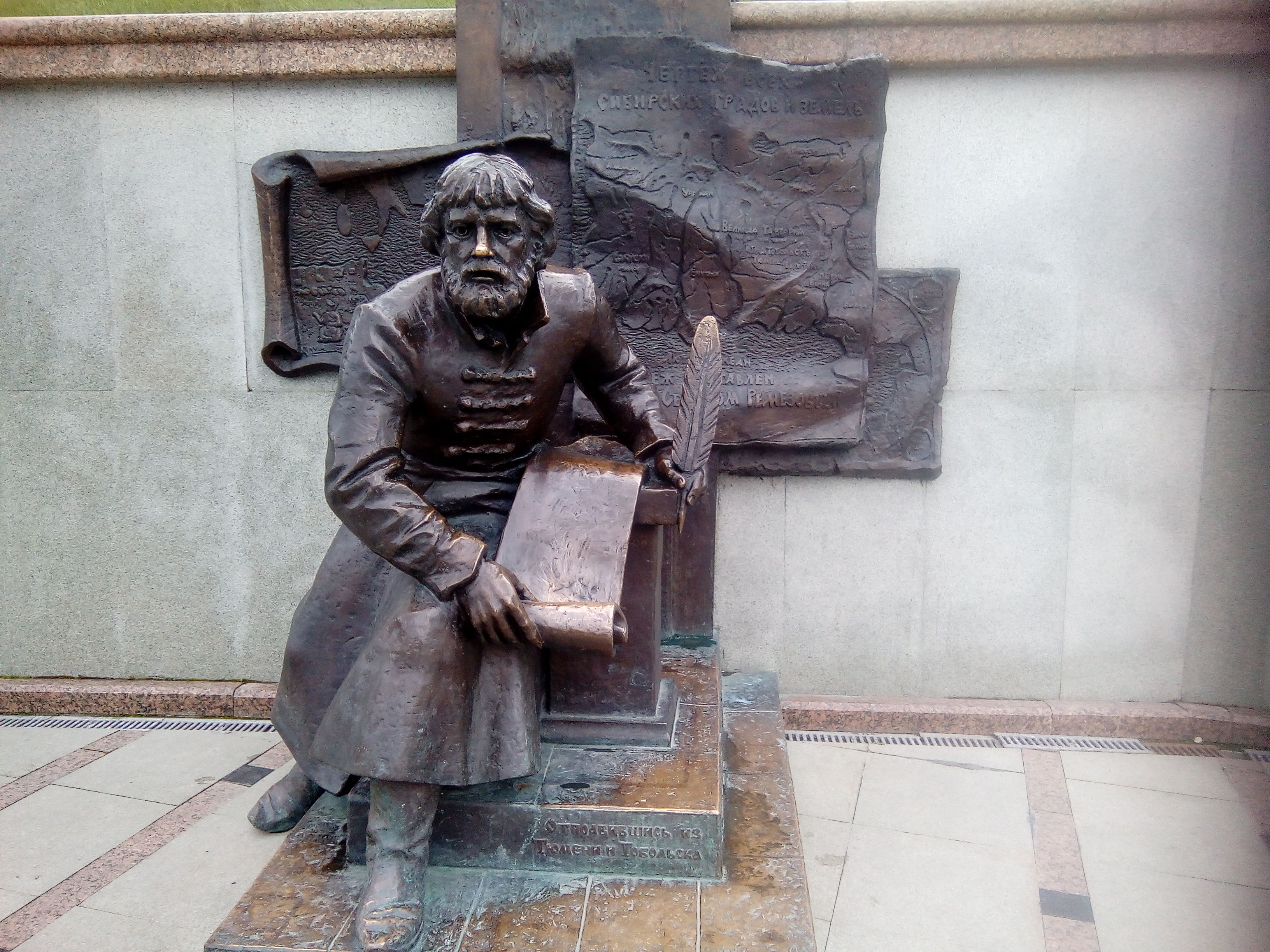
Skulptur von Semjon Uljanowitsch Remesow am Tura-Damm, Tjumen, Russland

Semjon Uljanowitsch Remesow (russisch Семён Ульянович Ремезов; * 1642 in Tobolsk; † nach 1720) war ein russischer Geograph und Kartograph. Von ihm stammt der erste Sibirien-Atlas (1701).

## Werke
- Kurze siberische Chronik (die kungurische). St Petersburg: Schmitzdorff i. Komm. 1888
- Sibirisches Skizzenbuch.[1]